# Horosedly
Horosedly (en allemand : Horosedl, auparavant Horosedlo) est une commune du district de Písek, dans la région de Bohême-du-Sud, en République tchèque. Sa population s'élevait à 145 habitants en 2020.

## Géographie
Horosedly se trouve à 25 km au nord-nord-ouest de Písek, à 68 km au nord-ouest de Ceské Budejovice et à 69 km au sud-ouest de Prague.
La commune est limitée par Zalužany au nord, par Lety à l'est, par Nerestce au sud, et par Čimelice à l'ouest.

## Histoire
La première mention écrite de la localité date de 1234.

## Transports
Par la route, Horosedly se trouve à 10 km de Březnice, à 33 km de Písek, à 87 km de České Budějovice et à 107 km de Prague.